# Vértessy Iván
Vértessy Iván (Született: Prininger) (Zalaegerszeg, 1827. június 27. – Keszthely, 1898. január 19.), hites ügyvéd, 1848-as honvéd főhadnagy.

## Élete
Zalaegerszegi polgári családban született. Apja Prininger Jakab, városi polgár, anyja Bor Éva. Alaptanulmányai után teológiát végzett Győrben, a bencés rend tagja. 1848. október 1-jén Zalaegerszegen honvéd önkéntes lett. Őrmester, 1849. május 16-tól hadnagy, végül főhadnagy a 46. zászlóaljnál. Végig a komáromi várőrségnél szolgált. Az 1850-es években bírósági írnok Sümegen. Később ügyvédi vizsgát tett, és ügyvéd lett Keszthelyen. 1867-ben a honvédegylet tagja.

## Házassága és leszármazottjai
Feleségül vette Mihályfán 1856. június 5-én a tekintélyes zalai nemesi származású forintosházi Forintos családból való forintosházi Forintos Matild Gizella Rozália (*Kisgörbő, 1836. április 18.–†1906) kisasszonyt, akinek a szülei forintosházi Forintos Károly (1795-1866) táblabíró, mihályfai földbirtokos és pósfai Horváth Eleonóra (1800-1863) a pósfai Horváth családból. Az apai nagyszülei idősebb forintosházi Forintos Károly (1763-1834) táblabíró, földbirtokos és gulácsi Farkas Anna (1770-1805) voltak. Az anyai nagyszülei pósfai Horváth Ferenc (1770-1844), Zala vármegye főjegyzője és Knecht Teréz (1780-1822) voltak. Vértessy Iván és Forintos Matild frigyéből született:
- Vértessy Béla. Neje Nagy Mária.
- Vértessy Kálmán (Sümeg, 1859. január 4.). Felesége: Steffaics Annika.
- Vértessy Tivadar Sándor (Nagygörbő, 1861. április 14.)
- Vértessy Jolán Viktoria Gabriella (Keszthely, 1867. március 22.).
- Vértessy Matild Gizella (Nagygörbő, 1869. március 26.). Férje: Ponauer Emil Flórián (Szigetvár, 1879. március 1.–Keszthely, 1956. február 13.), kántortanító.[3][4]
- Vértessy Ludovika (Nagygörbő, 1873. február 2.).[5] Férje: bánegyházi Farkas Elek (Kiskunhalas, 1871. május 14. - Kiskunhalas, 1956. október 23.) földbirtokos, a magyar országgyűlés felsőházának tagja.
- Vértessy Eugénia (Keszthely, 1875. október 6.). Férje: Janisch Alajos (Szilágycseh, 1873. április 20.), magyar királyi adótiszt.[6]